# Thalictrum cardenasianum
Thalictrum cardenasianum är en ranunkelväxtart som beskrevs av B. Boiv.. Thalictrum cardenasianum ingår i släktet rutor, och familjen ranunkelväxter. Inga underarter finns listade i Catalogue of Life.